# Mel·lita
La mel·lita és un mineral de la classe de les substàncies orgàniques. També és molt coneguda, en anglès, com a honey-stone (pedra mel). Va ser descoberta l'any 1789 a Artern, a l'estat de Turíngia (Alemanya). Rep el seu nom del llatí mel (mel) pel color del mineral.

## Característiques
L'estructura química de la mel·lita és d'una sal d'àcid orgànic, un derivat del benzè. Cristal·litza en el sistema tetragonal, formant cristalls prismàtics bipiramidals allargats. Els cristalls són translúcids, de color mel, que poden ser polits i facetats per formar gemmes. També s'hi troba de manera massiva. És un mineral tou, amb una duresa de 2 a 2,5 a l'escala de Mohs. Té un baix pes específic, d'1,6.
Segons la classificació de Nickel-Strunz, la mel·lita pertany a «10.AC - Sals d'àcids orgànics: sals benzines» juntament amb els següents minerals: earlandita i pigotita.

## Formació i jaciments
Apareix com a mineral secundari molt poc comú en jaciments de carbó i lignit, que siguin rics en alumini típicament provinent de l'argila.